# Наказне провадження
Наказне́ прова́дження — це самостійний і спрощений вид судового провадження у цивільному судочинстві при розгляді окремих категорій справ, у якому суддя в установлених законом випадках за заявою про видачу судового наказу особи, якій належить право вимоги, без судового засідання і виклику стягувача та боржника на основі доданих до заяви документів видає судовий наказ, який є особливою формою судового рішення. 
Цей вид судового провадження існував вже римському праві й мав назву інтердиктне провадження.
Наказне провадження ще можна назвати не протокольним, оскільки хід провадження не фіксується у протоколах чи інших процесуальних документах (журналі судового засідання чи ін.) Розгляд проводиться без судового засідання та без повідомлення заявника і боржника (ст. 167 ЦПКУ).
Наказне провадження не є свідченням відсутності спірних правовідносин між сторонами, однак в силу очевидності права вимоги заявника відсутній спір про наявність самого права. Справи наказного провадження визначені законом виходячи з вимог процесуальної економії. Тобто, у деяких справах вимоги, які пред'являються до суду, можуть бути розглянуті на відміну від загальної цивільної процесуальної форми.
Це провадження являє собою спрощеним у порівнянні з позовним, альтернативним йому провадження у суді першої інстанції і заснованим на письмових доказах. Наказне провадження є специфічною формою захисту прав кредитора за допомогою письмових доказів проти сторони боржника, яка не виконує або неналежним чином виконує свої зобов’язання. У наказному провадженні можливе задоволення лише документально підтверджених і безспірних вимог. Безспірні вимоги заявника у наказному провадженні — це такі вимоги заявника, із яких не вбачається спір про право, тобто це вимоги, що випливають із повністю визначених і неоспорюваних цивільно-правових відносин
Справи, які відносяться до наказного провадження, порядок їх розгляду, видачі та скасування судового наказу визначені Розділом II (статті 160-173) ЦПКУ.
Предметом розгляду у справах наказного провадження є вимоги (ст. 161 ЦПКУ):
1. про стягнення не виплаченої заробітної плати;
2. про компенсацію витрат на проведення розшуку відповідача, боржника, дитини або транспортних засобів боржника;
3. про стягнення заборгованості за оплату житлово-комунальних послуг, телекомунікаційних послуг, послуг телебачення та радіомовлення з урахуванням індексу інфляції;
4. про стягнення аліментів;
5. про повернення вартості товару неналежної якості, якщо є діюче рішення суду;
6. до юридичної особи або ФОП про стягнення заборгованості за письмовим договором.

Особами, які беруть участь в наказному провадженні є:
- стягувач;
- боржник;
- їхні представники.

Заявником виступає особа, яка звертається до суду із заявою про видачу судового наказу і якій належить право вимоги, що є предметом судового вирішення — стягувач. Заінтересованою особою виступає особа, з якої слід стягнути грошові кошти чи витребувати майно для погашення вимоги заявника, — боржник.
Вирішення справи у порядку наказного провадження стосується видачі судового наказу — судового рішення особливої форми. Судовий наказ відповідно до ст. 160 ЦПК є виконавчим документом і підлягає виконанню за правилами, встановленими законодавством про виконавче провадження.